# Surdila-Greci
Surdila-Greci is een Roemeense gemeente in het district Brăila.
Surdila-Greci telt 1550 inwoners.